# David Lyndsay
David Lyndsay (eller Lindsay), född omkring 1490, död omkring 1555, var en skotsk poet.
Lyndsay gisslade i satiriska dikter som The dreme med flera den katolska kyrkan och det skotska hovet. Med sitt betonande av den egna erfarenhetens avgörande betydelse och sitt pläderande för modersmålets rätt utgör Lyndsay den tidigaste representanten i skotska litteraturen för renässansens anda och uppfattning. Hans samlade verk utgavs av David Laing (3 band, 1879).